# Boophis elenae
Boophis elenae Andreone, 1993 è una rana della famiglia Mantellidae, endemica del Madagascar.

## Descrizione

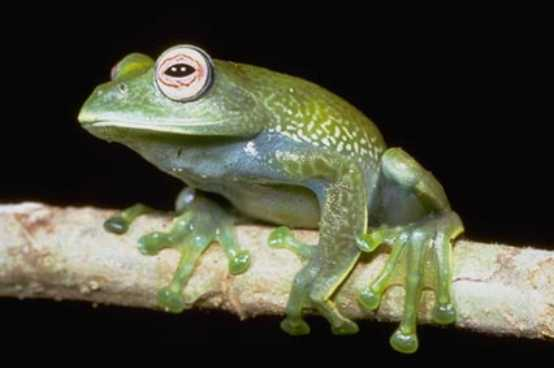

È una rana arboricola di media taglia, che raggiunge i 40–46 mm nei maschi e può arrivare a 62 mm nelle femmine. Il dorso è di colore verde, mentre il ventre è biancastro con macchie bluastre che si estendono alle zampe. Gli occhi hanno l'iride di colore beige e la pupilla è contornata da una sottile linea rossa. 

## Distribuzione e habitat
Questa specie è diffusa nel Madagascar centro-orientale. La sua presenza è confermata in due località: nel Parco nazionale di Ranomafana e nella foresta Farimazava (Antoetra), da 900 a 1.000 m di altitudine.

## Biologia
È una specie arboricola che popola la vegetazione della foresta pluviale.
Il richiamo di accoppiamento del maschio è caratterizzato da una serie relativamente breve e lenta di note disarmoniche